# Pacharo Mzembe
Pacharo Mzembe, född i Zimbabwe, är en australisk skådespelare.
Flood har bland annat medverkat TV-serierna Nautilus – kapten Nemos äventyr och La Brea. Han har även medverkat i filmen Sleeping Dogs.

## Filmografi (i urval)
- 2021 – La Brea (TV-serie)
- 2024 – Nautilus – kapten Nemos äventyr (TV-serie)
- 2024 – Sleeping Dogs